# Panama Viejo Fútbol Club
Maillots

Le Panama Viejo Fútbol Club est un club de football fondé en 1978 et disparu en 2001. Il est basé dans la ville de Panama au Panama. 
Il remporte le championnat du Panama de football en 2001.